# 1398 Donnera
1398 Donnera eller 1936 QL är en asteroid upptäckt 26 augusti 1936 av den finske astronomen Yrjö Väisälä vid Storheikkilä observatorium. Asteroiden har fått sitt namn efter den finske astronomen Anders Donner.
Ockultationer av stjärnor har observerats flera gånger.